# Especie con datos insuficientes
Especie con datos insuficientes (DD) es una categoría incluida dentro de la Lista Roja de la UICN y otras agencias para una especie en particular, cuando no existe la información adecuada sobre ella para hacer una evaluación de su riesgo de extinción, basándose en la distribución y las tendencias de la población.
Una especie en esta categoría puede estar bien estudiada, y su biología ser bien conocida, pero carecer de los datos adecuados sobre su abundancia y distribución (por ejemplo, la orca).
Se considera que una especie con datos insuficientes no está amenazada. Al considerar un taxón en este estado se indica que se requiere más información y se admite que ante la eventualidad de investigaciones futuras que demuestren amenaza para la población, el estado debe ser replanteado. Es importante hacer un uso efectivo de cualquier información disponible. La UICN recomienda ser cuidadosos para no clasificar como especie con datos insuficientes de conservación a una especie cuya ausencia de datos sea derivada de una reducción peligrosa en el número de individuos.